# Bonham (Texas)
Bonham is een plaats (city) in de Amerikaanse staat Texas, en valt bestuurlijk gezien onder Fannin County.

## Demografie
Bij de volkstelling in 2000 werd het aantal inwoners vastgesteld op 9990.
In 2006 is het aantal inwoners door het United States Census Bureau geschat op 10.661, een stijging van 671 (6,7%).

## Geografie
Volgens het United States Census Bureau beslaat de plaats een oppervlakte van
24,2 km², geheel bestaande uit land. Bonham ligt op ongeveer 205 m boven zeeniveau.

## Geboren
- Charlie Christian (1916-1942), jazzgitarist

## Plaatsen in de nabije omgeving
De onderstaande figuur toont nabijgelegen plaatsen in een straal van 20 km rond Bonham.